# Claude Auguste Jouve
Pour les articles homonymes, voir Jouve.
Claude Auguste Jouve est un homme politique français né le 21 juillet 1821 à Craponne-sur-Arzon (Haute-Loire) et décédé le 16 mars 1891 à Saint-Bonnet-le-Château (Loire).
Il est député de la Haute-Loire de 1885 à 1889, siégeant au groupe de la Gauche républicaine.

## Sources
- « Claude Auguste Jouve », dans Adolphe Robert et Gaston Cougny, Dictionnaire des parlementaires français, Edgar Bourloton, 1889-1891 [détail de l’édition]
- H. Béringer, « Auguste Jouve, conseiller général de Craponne et député de la Haute Loire », Cahiers de Craponne et de sa région, no XXVIII,‎ 2006